# Ernst Schneppenhorst

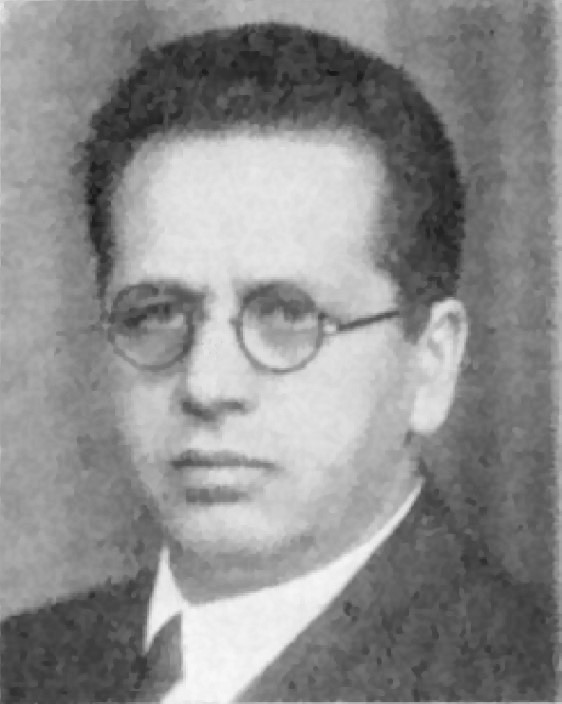
Ernst Schneppenhorst

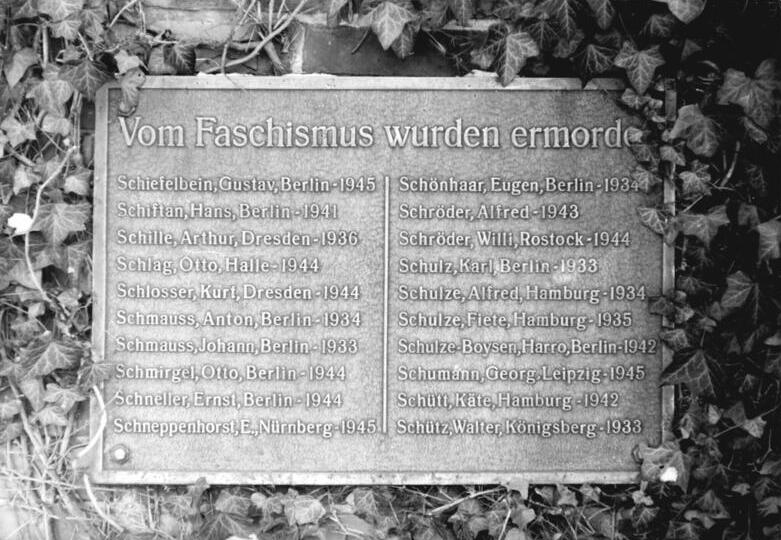
Gedenktafel für Ernst Schneppenhorst und andere auf dem Friedhof der Sozialisten

Ernst Wilhelm Schneppenhorst (* 19. April 1881 in Krefeld; † 23. oder 24. April 1945 in Berlin) war ein deutscher Gewerkschafter, sozialdemokratischer Politiker und Widerstandskämpfer gegen den Nationalsozialismus.

## Leben
Der gelernte Schreiner lebte nach seinen fünf Wanderjahren in Nürnberg, wo er von 1906 bis 1918 als Geschäftsführer des Deutschen Holzarbeiterverbandes arbeitete. Als Mitglied der SPD war er Vorsitzender des Unterbezirks Nürnberg und von 1912 bis 1920 Abgeordneter des Bayerischen Landtages.
Von November 1918 bis März 1919 war er Regierungsvertreter und Leiter des Generalkommandos des III. Bayerischen Armee-Korps in Nürnberg. Während der Münchner Räterepublik wurde Schneppenhorst ins Kabinett des Bayerischen Ministerpräsidenten Johannes Hoffmann in der Zeit vom 18. März bis 22. August 1919 als Minister für militärische Angelegenheiten berufen. 1921 gründete er in Nürnberg ein Optikergeschäft.
In den Jahren von 1932 bis 1933 war Schneppenhorst Bayerischer Vorsitzender der Eisernen Front und vertrat Franken als SPD-Abgeordneter im Reichstag. Im Kampf gegen die Nationalsozialisten engagierte er sich besonders. Nach der Machtübernahme durch die Nationalsozialisten tauchte er zuerst unter. Später begann er mit der Herstellung von Bierzapfhähnen. Die Leitung dieser Firma übernahm 1936 Wilhelm Leuschner. 1937 wurde Schneppenhorst für ein Jahr inhaftiert. In den folgenden Jahren war er am Aufbau gewerkschaftsnaher Widerstandsgruppen um Leuschner beteiligt.
Im Jahr 1939 folgte im Zuge der Kriegs-Sonderaktion seine Inhaftierung. Nach dem gescheiterten Attentat auf Adolf Hitler am 20. Juli 1944 wurde er im Rahmen der Aktion Gitter im August erneut verhaftet und kam in das Berliner Gefängnis Lehrter Straße.
In der Nacht vom 23. auf den 24. April 1945 wurde Ernst Schneppenhorst zusammen mit Karl Ludwig Freiherr von und zu Guttenberg und Albrecht Graf von Bernstorff von einem Sonderkommando des Reichssicherheitshauptamts aus dem Gefängnis abgeholt und ermordet.

## Ehrungen

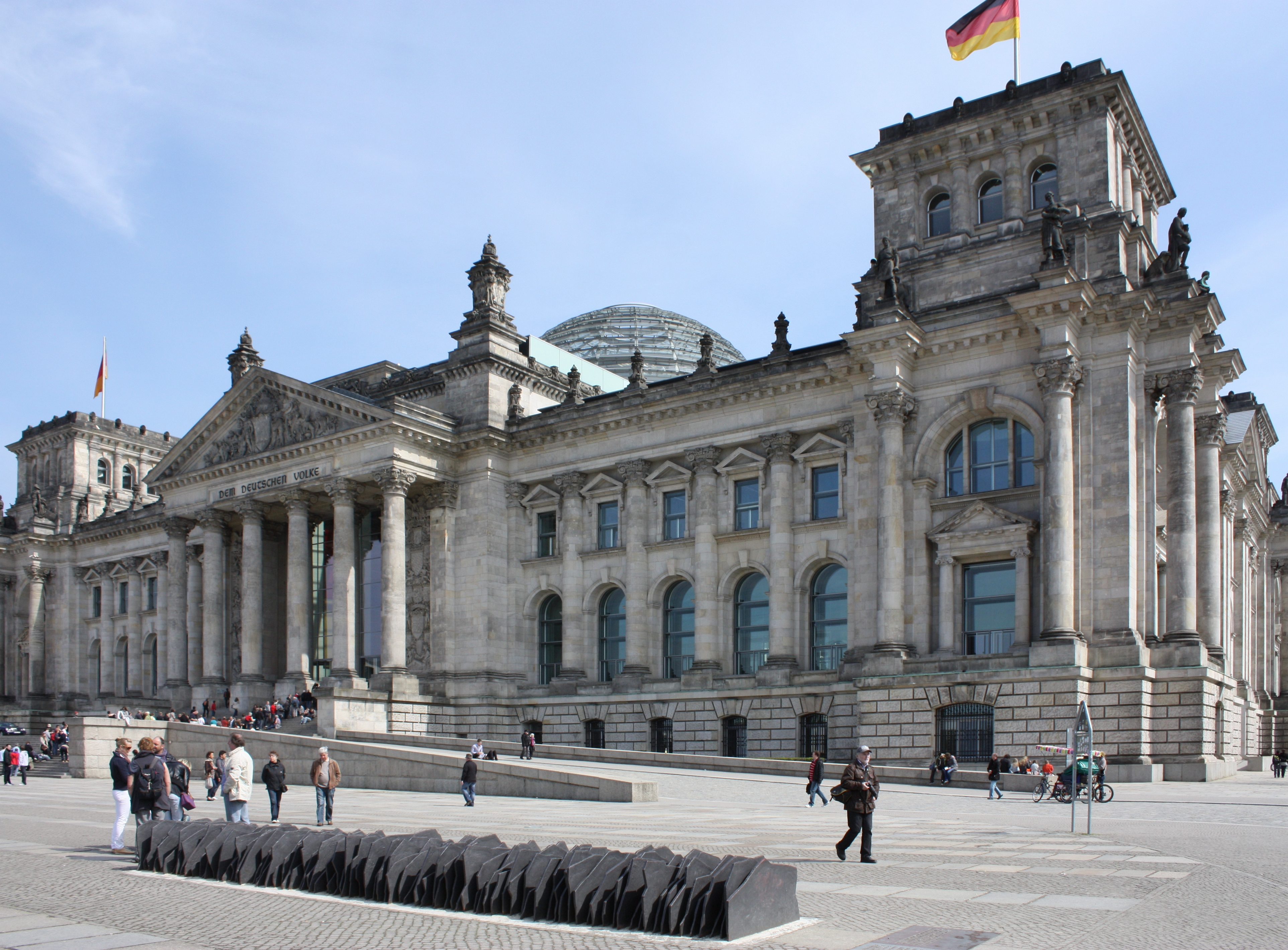
Gedenktafeln am Reichstag

In der Nähe der Hinrichtungsstätte Plötzensee trägt der Schneppenhorstweg seinen Namen. In Berlin erinnert außerdem seit 1992 in der Nähe des Reichstags eine der 96 Gedenktafeln für von den Nationalsozialisten ermordete Reichstagsabgeordnete an ihn.
Auch in Nürnberg und Hannover wurde eine Schneppenhorststraße benannt.